# Санти-Сильвестро-э-Мартино-ай-Монти (титулярная церковь)
Титулярная церковь Санти-Сильвестро-э-Мартино-ай-Монти (лат. Titulus Sanctorum Silvestri et Martini in Montibus) — титулярная церковь, ранее известная как Эквитии, была возведена около 314 года Папой Сильвестром I на земле одного из его священников, этого Эквития, недалеко от Эсквилина. Впоследствии эта титуляраня церковь была известна как Санти-Мартино-э-Сильвестро и, следовательно, с нынешним названием. Согласно каталогу Пьетро Маллио, составленному во время понтификата Александра III, титулярная церковь была связана с базиликой Святого Петра, а её священники по очереди совершали в ней Мессу. Титул принадлежит базилике Санти-Сильвестро-э-Мартино-ай-Монти, расположенной в районе Рима Монти, на виа дель Монте Оппио 24.

## Список кардиналов-священников титулярной церкви Санти-Сильвестро-э-Мартино-ай-Монти
- Феликс, Адеодат и Себастьян — (упомянуты в 499);
- Феликс — (около 515 — 526);
- Лаврентий и Иоанн — (упомянуты в 595);
- Сергий, C.R.L. — (797 — 25 января 844, избран Папой Сергием II);
- Стефан (?) — (936? — 14 июля 939, избран Папой Стефаном VIII);
- Иоанн — (964 — ?);
- Бенедикт — (1037 — до 1044);
- Иоанн — (1044 — около 1059);
- Гвидо — (около 1060 — до 1073);
- Иоанн, O.S.B. — (1073 — около 1088);
- Пётр Сенекс — (1088 — около 1099);
- Бенедикт — (1099 — около 1102);
- Домниццоне (или Дивиззоне, или Домиззоне, или Дивизо, или Дензо, или Амизо, или Амиццоне) — (около 1102 — около 1122);
- Бонифацио (или Бонифачо) (?) — (1105? — ?);
- Пьетро Кариачено — (1122 или 1123 — около 1138);
- Маттео — (около 1138 — январь 1139, до смерти);
- Эгмондо (или Эдмондо) — (1139 — около 1145, до смерти);
- Роберт Пулл — (1142 — 1146, до смерти);
  - Джованни Мерконе — (1150 — 1169, до смерти — псевдокардинал антипап Виктора IV и Пасхалия III);
- Джованни Струми (?) — (1163? — 1165?);
  - Стефан — (1172 — 1173, до смерти — псевдокардинал антипапы Каликста III);
- Роландо Папарони — (1184 — 1189);
- Александр — (май 1189 — 1190, до смерти);
- Уго Бобоне — (сентябрь 1190 — 9 марта 1206, до смерти);
- Гуала Биккьери, C.R.S.A. — (1211 — 1227, до смерти);
- Франсуа Кассар — (1237 — 7 августа 1237, до смерти);
- Симоне Пальтинери — (17 декабря 1261 — 1277, до смерти);
- Жерве Жанколе де Клиншан — (12 апреля 1281 — 15 сентября 1287, до смерти);
- Бенедетто Каэтани старший — (22 сентября 1291 — 24 декабря 1294, избран Папой Бонифацием VIII);
- Джентиле де Монтефьоре O.F.M. — (2 марта 1300 — 27 октября 1312, до смерти);
- Виталь дю Фур, O.Min. — (23 декабря 1312 — июнь 1321, назначен кардиналом-епископом Альбано);
- Пьер де Шапп — (18 декабря 1327 — 24 марта 1336, до смерти);
  - вакантно (1336 — 1342);
- Эмери де Шалю — (20 сентября 1342 — 31 октября 1349, до смерти);
- Пьер де Кро — (17 декабря 1350 — 23 сентября 1361, до смерти);
- Жиль Эселен де Монтегю — (17 сентября 1361 — 1368, назначен кардиналом-епископом Фраскати);
- Филиппо Карафа делла Серра — (18 сентября 1378 — 22 мая 1389, до смерти);
  - Николя де Сен-Сатурнен, O.P. — (18 декабря 1378 — 23 января 1382, до смерти — псевдокардинал антипапы Климента VII);
  - Файди д’Эгрефой, O.S.B. — (23 декабря 1383 — 2 октября 1391, до смерти — псевдокардинал антипапы Климента VII);
- Бартоломео Медзавакка — (18 декабря 1389 — 20 июля 1396, до смерти);
  - Педро Серра — (22 сентября 1397 — 8 октября 1404, до смерти — псевдокардинал антипапы Бенедикта XIII);
- Анджело Сайбо — титулярная диакония pro illa vice (27 февраля 1402 — 1404, до смерти);
- Джордано Орсини — (12 июня 1405 — 25 марта 1409, назначен кардиналом-священником Сан-Лоренцо-ин-Дамазо);
  - вакантно (1409 — 1440);
- Гийом де Эстутвиль — (8 января 1440 — 1454, назначен кардиналом-епископом Порто и Санта Руфина)[1];
  - Йоханнес Грюнвальдер — (2 октября 1440 — 15 января 1448, в отставке — псевдокардинал антипапы Феликса V (он не принял повышения);
  - вакантно (1454 — 1462);
- Жан Жюффруа, O.S.B.Clun. (13 мая 1462 — 24 ноября 1473, до смерти);
  - вакантно (1473 — 1477);
- Карл II де Бурбон — (15 января 1477 — 17 сентября 1488, до смерти);
- Андре д’Эспине — (23 марта 1489 — 10 ноября 1500, до смерти);
- Тамаш Бакоц — (5 октября 1500 — 11 июня 1521, до смерти);
- Луи II де Бурбон де Вандом — (11 июня 1521 — 3 марта 1533, назначен кардиналом-священником Санта-Сабина);
- Жан д’Орлеан-Лонгвиль — (3 марта — 24 сентября 1533, до смерти);
- Филипп де Ла Шамбр, O.S.B. — (10 ноября 1533 — 23 марта 1541, назначен кардиналом-священником Санта-Прасседе);
- Уберто Гамбара — (23 марта 1541 — 15 февраля 1542, назначен кардиналом-священником Сант-Аполлинаре);
- Джованни Винченцо Аквавива д’Арагона — (12 июня 1542 — 16 августа 1546, до смерти);
- Джироламо Вералло — (10 мая 1549 — 29 ноября 1553, назначен кардиналом-священником Сан-Марчелло);
- Диомеде Карафа — (13 января 1556 — 12 августа 1560, до смерти);
- Карло Борромео — титулярная диакония pro illa vice (4 сентября 1560 — 4 июня 1563, 4 июня 1563 — 17 ноября 1564, назначен кардиналом-священником Санта-Прасседе);
- Филибер Бабу де Лабурдезьер — (17 ноября 1564 — 14 мая 1568, назначен кардиналом-священником Сант-Анастазия);
- Джироламо ди Корреджо — (14 мая 1568 — 9 июня 1570, назначен кардиналом-священником Санта-Приска);
- Гаспар Сервантес де Гаэта — (16 июня 1570 — 23 января 1572, назначен кардиналом-священником Санта-Бальбина);
- Габриэле Палеотти — (5 июля 1572 — 11 мая 1587, назначен кардиналом-священником Сан-Лоренцо-ин-Лучина);
- Уильям Аллен — (31 августа 1587 — 16 октября 1594, до смерти);
- Франческо Корнер младший — (21 июня 1596 — 23 апреля 1598, до смерти);
- Фернандо Ниньо де Гевара — (8 января 1599 — 8 января 1609, до смерти);
- Доменико Риварола — (12 сентября 1611 — 3 января 1627, до смерти);
  - вакантно (1627 — 1633);
- Альфонсо де ла Куэва-Бенавидес-и-Мендоса-Каррильо — (18 июля 1633 — 9 июля 1635, назначен кардиналом-священником Санта-Бальбина);
  - вакантно (1635 — 1645);
- Пьерлуиджи Карафа старший — (10 июля 1645 — 15 февраля 1655, до смерти);
- Федерико Сфорца — (26 июня 1656 — 21 апреля 1659, назначен кардиналом-священником Сант-Анастазия);
- Волюмнио Бандинелли — (19 апреля 1660 — 5 июня 1667, до смерти);
- Джулио Спинола — (18 июля 1667 — 13 ноября 1684, назначен кардиналом-священником Сан-Кризогоно);
  - вакантно (1684 — 1689);
- Опицио Паллавичини — (14 ноября 1689 — 11 февраля 1700, до смерти);
- Марчелло д’Асте — (30 марта 1700 — 11 июня 1709, до смерти);
- Джузеппе Мария Томази ди Лампедуза, Theat. — (11 июля 1712 — 1 января 1713, до смерти);
- Никколо Караччоло — (5 февраля 1716 — 7 февраля 1728, до смерти);
- Джованни Антонио Гуаданьи, O.C.D. — (17 декабря 1731 — 23 февраля 1750, назначен кардиналом-епископом Фраскати); 
  - вакантно (1750 — 1754);
- Джованни Франческо Стоппани — (20 мая 1754 — 18 июля 1763, назначен кардиналом-епископом Палестрины);
  - вакантно (1763 — 1773);
- Франческо Саверио де Дзелада — (26 апреля 1773 — 17 июня 1793, in commendam 17 июня 1793 — 19 декабря 1801, до смерти);
- Луиджи Руффо Шилла — (9 августа 1802 — 17 ноября 1832, до смерти);
- Уго Пьетро Спинола — (17 декабря 1832 — 21 января 1858, до смерти);
- Антонио Бенедетто Антонуччи — (18 марта 1858 — 29 января 1879, до смерти);
- Пьер Франческо Мелья — (27 февраля 1880 — 31 марта 1883, до смерти);
  - вакантно (1883 — 1887);
- Луиджи Джордани — (17 марта 1887 — 21 апреля 1893, до смерти);
- Колош Ференц Васари, O.S.B.Hungarica — (15 июня 1893 — 3 сентября 1915, до смерти);
- Джулио Тонти — (9 декабря 1915 — 11 декабря 1918, до смерти);
- Акилле Ратти, O.SS.C.A. — (16 июня 1921 — 6 февраля 1922, избран Папой Пием XI);
- Эудженио Този, O.SS.C.A. — (14 декабря 1922 — 7 января 1929, до смерти);
- Альфредо Ильдефонсо Шустер, O.S.B. — (18 июля 1929 — 30 августа 1954, до смерти);
  - вакантно (1954 — 1958);
- Джованни Баттиста Монтини — (18 декабря 1958 — 21 июня 1963, избран Папой Павлом VI);
- Джованни Коломбо — (25 февраля 1965 — 20 мая 1992, до смерти);
- Арман Гаэтан Разафиндратандра — (26 ноября 1994 — 9 января 2010, до смерти);
- Казимиж Ныч — (20 ноября 2010 — по настоящее время).